# Samväldesrike

Karta med de olika samväldesrikena. Nuvarande samväldesriken i mörkblått, historiska samväldesriken i rött och kvarstående brittiska kronbesittningar och kolonier i ljusblått.

Samväldesrike (engelska: Commonwealth realm) är var och en av de fjorton självständiga stater, bortsett från Storbritannien, vilka var för sig erkänner den person som är den brittiska monarken som sitt eget lands statschef. 
Det innebär att kung Charles III innehar samtliga dessa befattningar då han, förutom att vara Storbritanniens kung, är monark för varje enskilt samväldesrike: exempelvis är han Nya Zeelands kung, men representeras lokalt av Nya Zeelands generalguvernör som utses på inrådan av Nya Zeelands premiärminister. 
Samtliga samväldesriken är medlemmar av Samväldet (engelska: Commonwealth of Nations), en mellanstatlig organisation som är sammanslutning bestående av 53 självständiga stater, varav de flesta en gång i tiden utgjorde delar av det brittiska imperiet. Flertalet samväldesstater är numera republiker eller har en helt inhemsk monarki.

## Bakgrund
Med start från kanadensiska konfederationen 1867 blev fler av de brittiska kolonierna, främst de med brittiska nybyggare, internt självstyrande som dominier. Efter första världskriget och under mellankrigstiden så utfärdades Balfourdeklarationen 1926 och Westminsterstatuten 1931 som formaliserade självständigheten men behöll lojaliteten till moderlandet genom en personalunion för statschefen.
Samväldesrikenas regeringar kom i december 1952 överens om att varje land eller dominion själv får lagstifta om de kungliga titlarna, och den sista lagen som reglerade monarkens titlar i hela imperiet var Titulärakten från 1927.
Utanför Förenade konungariket Storbritannien och Nordirland utnämner monarken, efter förslag av varje samväldesrikes regeringschef, en generalguvernör som sin personliga representant. Samväldesrikenas generalguvernörer är inte statschefer i egen rätt, men kan använda sig av i stort sett alla de befogenheter som tillkommer kungen i egenskap av vicekunglig representant, men i de flesta sammanhang fyller dessa endast en ceremoniell och upphöjd roll över dagspolitiken. 
I samväldesriken som också är förbundsstater, Australien och Kanada, finns också en guvernör eller viceguvernör i varje delstat respektive provins som på lägre nivå fullföljer motsvarande plikter som i generalguvernörer i enhetsstater. Sedan Balfourdeklarationen 1926 får en generalguvernör inte längre agera på uppdrag av Förenade konungariket Storbritannien och Nordirlands regering utan skall representera monarken personligen eller respektive lands regering.

## Nuvarande samväldesriken
| Namn och flagga                | Folkmängd  | Kartbild | Statsvapen | Samväldesrike sedan                                                                            | Notering |
| ------------------------------ | ---------- | -------- | ---------- | ---------------------------------------------------------------------------------------------- | -------- |
| Antigua och Barbuda            | 99 175     |          |            | efter självständighet 1981                                                                     | [ 4 ]    |
| Australien                     | 25 809 973 |          |            | Dominion i brittiska imperiet från 1901 antog Westminsterstatuten 1942 (retroaktivt till 1939) | [ 5 ]    |
| Bahamas                        | 352 655    |          |            | efter självständighet 1973                                                                     | [ 6 ]    |
| Belize                         | 405 633    |          |            | efter självständighet 1981                                                                     | [ 7 ]    |
| Grenada                        | 113 570    |          |            | efter självständighet 1974                                                                     | [ 8 ]    |
| Jamaica                        | 2 816 602  |          |            | efter självständighet 1962                                                                     | [ 9 ]    |
| Kanada                         | 37 943 231 |          |            | Dominion i brittiska imperiet från 1867 antog Westminsterstatuten 1931                         | [ 10 ]   |
| Nya Zeeland                    | 4 991 442  |          |            | Dominion i brittiska imperiet från 1907 antog Westminsterstatuten 1947                         | [ 11 ]   |
| Papua Nya Guinea               | 7 399 757  |          |            | efter självständighet 1975                                                                     | [ 12 ]   |
| Saint Kitts och Nevis          | 54 149     |          |            | efter självständighet 1983                                                                     | [ 13 ]   |
| Saint Lucia                    | 166 637    |          |            | efter självständighet 1979                                                                     | [ 14 ]   |
| Saint Vincent och Grenadinerna | 101 145    |          |            | efter självständighet 1979                                                                     | [ 15 ]   |
| Salomonöarna                   | 690 598    |          |            | efter självständighet 1978                                                                     | [ 16 ]   |
| Storbritannien                 | 67 081 000 |          |            | –                                                                                              | [ 17 ]   |
| Tuvalu                         | 11 448     |          |            | efter självständighet 1978                                                                     | [ 18 ]   |

### Tidigare samväldesriken
Tidigare har ytterligare nitton stater, förutom de femton befintliga, under någon period varit samväldesriken. Efter att de har avskaffat monarkin och infört ett republikanskt eller annat styrelseskick, har de dock med några få undantag kvarstått som medlemmar i Samväldet. Som medlemmar erkänner de fortsatt den brittiska kungen som överhuvud för den mellanstatliga organisationen Samväldet.
- Barbados (1966-2021), tillägg till konstitutionen[19][20]
- Ceylon (1948-1972), ny konstitution
- Fiji (1970-1987), militärkupp
- Gambia (1965-1970), folkomröstning
- Ghana (1957-1960), folkomröstning
- Guyana (1966-1970), tillägg till konstitutionen
- Indien (1947-1950), ny konstitution
- Irländska fristaten (1931-1949), lagstiftning
- Kenya (1963-1964), ny konstitution
- Malawi (1964-1966), ny konstitution
- Malta (1964-1974), tillägg till konstitutionen
- Mauritius (1968-1992), tillägg till konstitutionen
- Nigeria (1960-1963), tillägg till konstitutionen
- Pakistan (1947-1956), ny konstitution
- Sierra Leone (1961-1971), ny konstitution
- Sydafrikanska unionen (1931-1961), folkomröstning om republik 1960
- Tanganyika (1961-1962), ny konstitution
- Trinidad och Tobago (1962-1976), ny konstitution
- Uganda (1962-1963), tillägg till konstitutionen

## Kronbesittningar
Jersey, Guernsey samt Isle of Man är brittiska öar och kronbesittningar under kung Charles III. De ingår inte i Förenade konungariket Storbritannien och Nordirland och de är inte heller samväldesriken då de inte är medlemmar i Samväldet.